# Khóa lưỡng phân
Trong phát sinh chủng loại học, khóa lưỡng phân (tiếng Anh: single-access key, dichotomous key, sequential key, analytical key, pathway key) là khóa nhận dạng (Identification key) trong đó trình tự và cấu trúc của các bước nhận dạng do tác giả của chiếc khóa đó quy định. Tại mỗi thời điểm của quá trình quyết định, nhiều lựa chọn thay thế được đưa ra, mỗi lựa chọn dẫn đến một kết quả hoặc một lựa chọn khác. Các lựa chọn thay thế thường được gọi là "đầu mối" (leads) và tập hợp các đầu mối tại một điểm nhất định là một "cặp" (couplet).
Các khóa lưỡng phân có liên quan chặt chẽ đến cây quyết định hoặc cây tìm kiếm nhị phân tự cân bằng (Self-balancing binary search tree). Tuy nhiên, để nâng cao khả năng sử dụng và độ tin cậy của các khóa, nhiều  khóa lưỡng phân kết hợp mắt lưới, thay đổi cấu trúc cây thành một biểu đồ đường vòng được định hướng (Directed acyclic graph, DAG). Các khóa lưỡng phân đã được sử dụng trong vài trăm năm. In các khóa này theo nhiều kiểu khác nhau (ví dụ: được liên kết, lồng vào nhau, thụt lề, phân nhánh bằng đồ họa) hoặc được sử dụng dưới dạng tương tác.

## Ví dụ
| Ví dụ về khóa lưỡng phân khái quát đối với một số cây sồi miền đông Hoa Kỳ, phản ánh sự phân loại loài 1. Quả sồi ngắn; trưởng thành trong 6 tháng, vị ngọt hoặc hơi đắng, bên trong vỏ quả sồi không có lông (Quercus sect. Quercus, cây sồi trắng): 2 1. Quả sồi dài, quả sồi trưởng thành trong 18 tháng, vị rất đắng, bên trong vỏ quả có lông tơ (Quercus sect. Lobatae, cây sồi đỏ): 5 2. Lá thường xanh: 3 2. Lá không thường xanh: 4 3. Cây trưởng thành: lớn - Quercus virginiana 3. Cây trưởng thành: cây bụi nhỏ - Quercus minima 4. Lá có 5-9 thùy sâu - Quercus alba 4. Lá có 21-27 thùy nông - Quercus Princeus 5. Lá thường không có răng hoặc thùy: 6 5. Lá thường có răng hoặc thùy: 7 6. Lá hẹp có chiều dài gấp khoảng 4-6 lần chiều rộng - Quercus phellos 6. Lá rộng có chiều dài gấp 2-3 lần chiều rộng - Quercus imbricaria 7. Lá chủ yếu có 3 thùy - Quercus marilandica 7. Lá chủ yếu có 7-9 thùy - Quercus rubra |